# Furtul de picturi de la Kunsthal
Furtul de picturi de la Kunsthal se referă la furtul a  șapte tablouri la 16 octombrie 2012, din muzeul Kunsthal, Rotterdam. Aceste tablouri sunt: „Waterloo Bridge, London” și „Charing Cross Bridge, London” (Monet) „Tete d'Arlequin” (Picasso), „Femme devant une fenêtre ouverte” (Gauguin), „La Liseuse en Blanc et Jaune” (Matisse),  „Autoportret” (De Haan) și „Woman with Eyes Closed” (Lucian Freud). În acel moment muzeul expunea lucrări de avangardă a peste 150 de artiști din partea Fundației Triton, ca parte a festivităților celei de a 20-a aniversări. 
Jaful a avut loc în dimineața zilei de 16 octombrie 2012 în jurul orei 03:00. Chiar dacă alarmele s-au declanșat, hoții au părăsit muzeul până la sosirea poliției. Potrivit poliției din Rotterdam, "Se presupune că sistemul de alarmă al muzeului Kunsthal ar fi de ultimă oră. Nu avem niciun motiv să cred contrariul, dar cumva oamenii responsabili pentru acest furt au găsit o cale de a intra și de a ieși." Directorul Art Loss Register suspectează că au fost vizate cele mai valoroase picturi și că acestea ar putea avea o valoare de "sute de milioane de euro" dacă s-ar vinde legal la o licitație. Cu toate acestea, picturile au fost înregistrate ca fiind furate în baza lor de date.
Poliția a recunoscut abilitatea excepțională a hoților.
După ce presupușii hoți au fost arestați în România în iulie 2013, se crede că complicii acestora au ars tablourile într-o încercare de a șterge dovezile. Anchetatorii au găsit pigmenți și cuie vechi în locuința lui Radu Dogaru, din comuna Carcaliu, județul Tulcea.

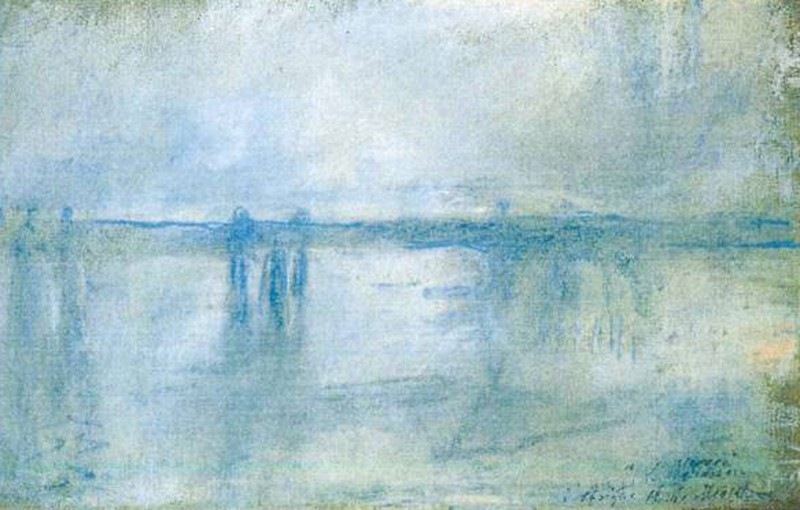
Charing Cross Bridge, London de Claude Monet (1901). Triton
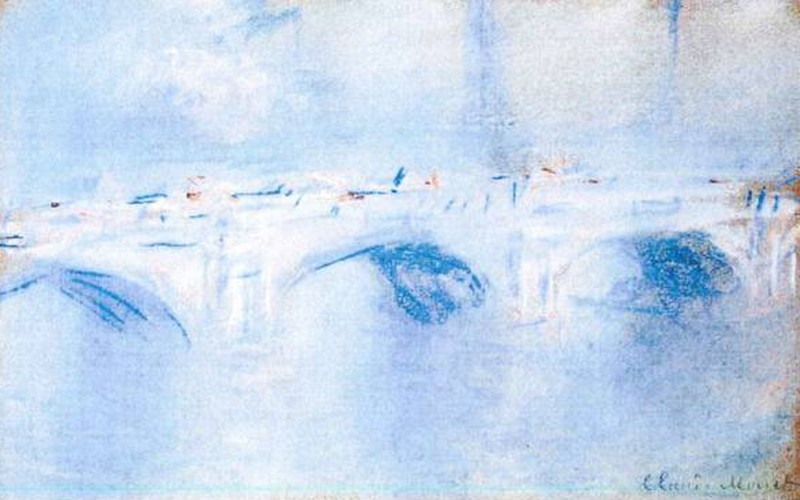
Waterloo Bridge, London de Claude Monet (1901). Triton
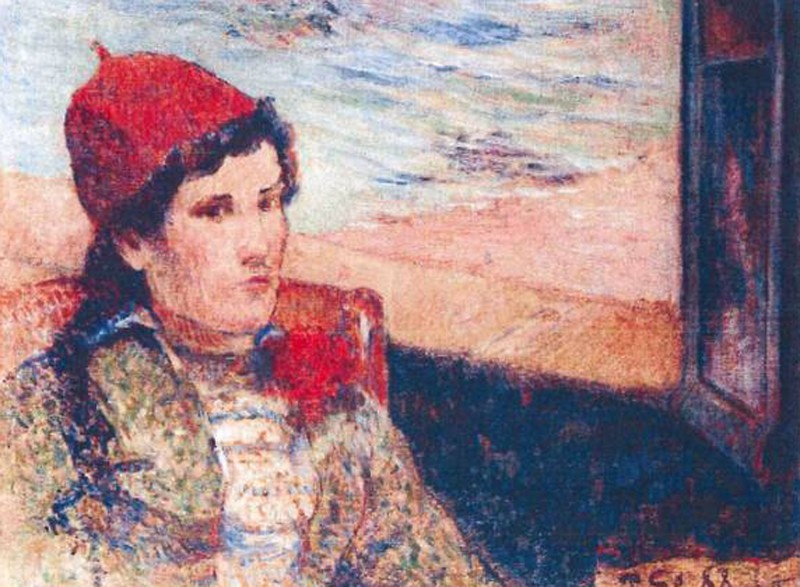
Femme devant une fenêtre ouverte, dite la Fiancée de Paul Gauguin (1888). Triton
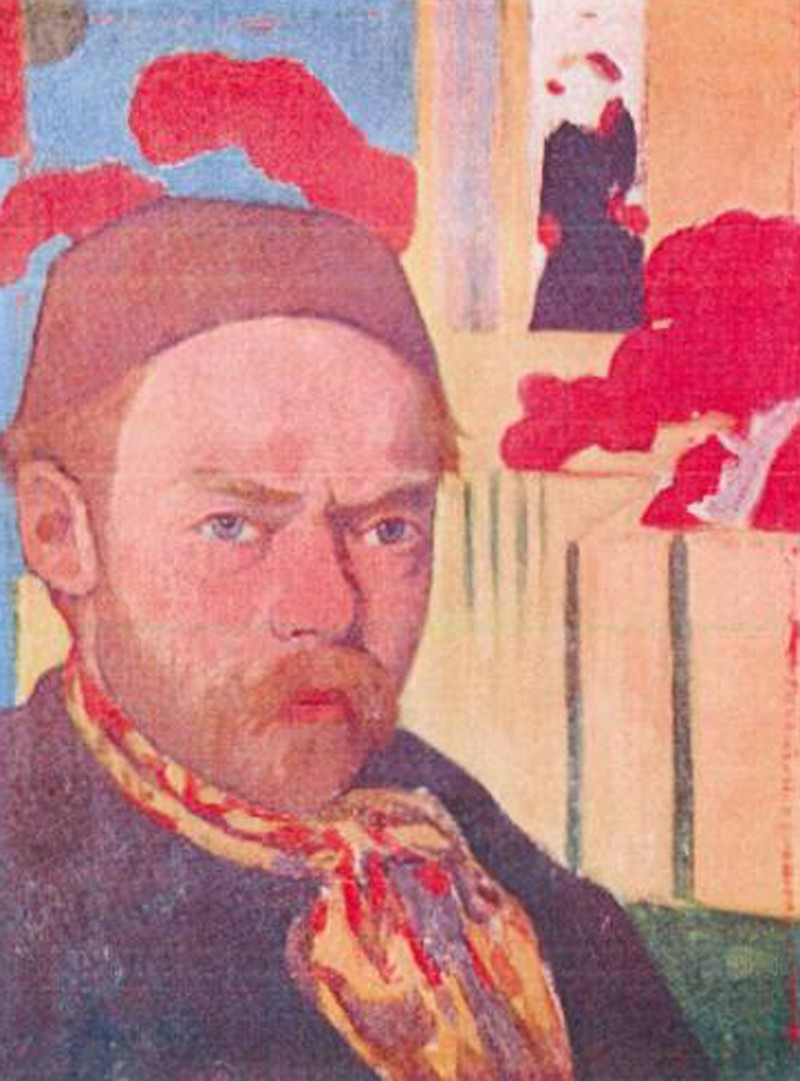
Autoportrait de Jacob Meijer de Haan (circa 1889 – ’91). Triton